# Gustavo Guimarães
Gustavo de Freitas Guimarães (São Paulo, 24 de janeiro de 1994), também conhecido como Grummy, é um jogador brasileiro de polo aquático. Atualmente é atleta do Esporte Clube Pinheiros. Vem de uma família de tradição esportiva, com destaque para o avô João Gonçalves Filho, que disputou cinco Olimpíadas em natação e polo antes de virar dirigente.

## Carreira

### Inicio
Começou a carreira pelo Esporte Clube Pinheiros, clube que atuou até os 16 anos, sendo campeão de diversos campeonatos brasileiros júnior, se destacando como promessa da nova geração brasileira. Aos 16 anos foi jogar pelo SESI, onde continuou como protagonista, agora principalmente pela categoria adulta, onde conquistou títulos paulistas e nacionais.

### Estreia na Seleção
Sua estreia na Seleção Brasileira Adulta foi em 20 de março de 2010 no jogo contra a Venezuela (10–3) nos Jogos Sul-Americanos de Medellín. 

### Jogos Olímpicos
Como preparação para os Jogos Olímpicos de 2016, que participaria atuando pela seleção brasileira, Grummy jogou emprestado pelo Pinheiros por uma temporada a um time italiano. Terminou o campeonato nacional em oitavo lugar, pelo Pallanuoto Trieste.
Em 2016 competiu nos Jogos Olímpicos do Rio e finalizou em oitavo lugar com a equipe do Brasil.

### Principais resultados
- Atuou em três Campeonatos Mundiais (2011, 2015 e 2017);
- Duas vezes vencedor do Prêmio Brasil Olímpico (2012 e 2018);
- Duas vezes MVP da Copa Uana (2017 e 2019);
- Duas vezes campeão da Copa Uana (2017 e 2019);
- Duas vezes Campeão Sul Americano (2014 e 2018);
- MVP do Sul Americano 2018;
- Quatro vezes Campeão da Liga Nacional no Brasil (2008, 2009 e 2018 pelo Esporte Clube Pinheiros, 2014 pelo SESI-SP);
- Artilheiro da Liga Nacional 2011 pelo SESI-SP;
- Artilheiro da Seleção Brasileira no Campeonato Mundial de Budapeste e na Copa UANA de 2017 e 2019.